# Raven Klaasen
Raven Klaasen (ur. 16 października 1982 w Qonce) – południowoafrykański tenisista, reprezentant w Pucharze Davisa.

## Kariera tenisowa
Zawodowy tenisista w latach 2002–2023.
W turniejach rangi ATP Tour odniósł 19 zwycięstw w grze podwójnej. Ponadto Klaasen przegrał 23 finały zawodów w ATP Tour, w tym finały wielkoszlemowych Australian Open 2014 i Wimbledonu 2018.
W marcu 2009 roku zadebiutował w reprezentacji kraju w zmaganiach o Puchar Davisa w rundzie przeciwko Macedonii. Łącznie zagrał w zawodach cztery pojedynki singlowe, z których trzy wygrał, oraz dwadzieścia meczów deblowych, z których w trzynastu zwyciężył.
Najwyżej w rankingu ATP singlistów zajmował 208. miejsce (24 października 2011), a w klasyfikacji deblistów 7. pozycję (5 sierpnia 2019).

### Finały w turniejach ATP Tour
| Legenda                                      |
| -------------------------------------------- |
| Wielki Szlem                                 |
| Igrzyska olimpijskie                         |
| Tennis Masters Cup / ATP Finals              |
| ATP Masters Series / ATP Tour Masters 1000   |
| ATP International Series Gold / ATP Tour 500 |
| ATP International Series / ATP Tour 250      |

#### Gra podwójna (19–23)
| Końcowy wynik | Nr  | Data                 | Turniej                    | Nawierzchnia  | Partner           | Przeciwnicy                                  | Wynik finału               |
| ------------- | --- | -------------------- | -------------------------- | ------------- | ----------------- | -------------------------------------------- | -------------------------- |
| Finalista     | 1.  | 10 lutego 2013       | Montpellier                | Twarda (hala) | Johan Brunström   | Marc Gicquel Michaël Llodra                  | 3:6, 6:3, 9–11             |
| Zwycięzca     | 1.  | 25 maja 2013         | Nicea                      | Ceglana       | Johan Brunström   | Juan Sebastián Cabal Robert Farah            | 6:3, 6:2                   |
| Zwycięzca     | 2.  | 22 września 2013     | Metz                       | Twarda (hala) | Johan Brunström   | Nicolas Mahut Jo-Wilfried Tsonga             | 6:4, 7:6(5)                |
| Zwycięzca     | 3.  | 29 września 2013     | Kuala Lumpur               | Twarda (hala) | Eric Butorac      | Pablo Cuevas Horacio Zeballos                | 6:2, 6:4                   |
| Finalista     | 2.  | 25 stycznia 2014     | Australian Open, Melbourne | Twarda        | Eric Butorac      | Łukasz Kubot Robert Lindstedt                | 3:6, 3:6                   |
| Zwycięzca     | 4.  | 16 lutego 2014       | Memphis                    | Twarda (hala) | Eric Butorac      | Bob Bryan Mike Bryan                         | 6:4, 6:4                   |
| Zwycięzca     | 5.  | 19 października 2014 | Sztokholm                  | Twarda (hala) | Eric Butorac      | Treat Huey Jack Sock                         | 6:4, 6:3                   |
| Finalista     | 3.  | 11 stycznia 2015     | Ćennaj                     | Twarda        | Leander Paes      | Lu Yen-hsun Jonathan Marray                  | 3:6, 6:7(4)                |
| Zwycięzca     | 6.  | 17 stycznia 2015     | Auckland                   | Twarda        | Leander Paes      | Dominic Inglot Florin Mergea                 | 7:6(1), 6:4                |
| Finalista     | 4.  | 22 lutego 2015       | Delray Beach               | Twarda        | Leander Paes      | Bob Bryan Mike Bryan                         | 3:6, 6:3, 6–10             |
| Finalista     | 5.  | 23 maja 2015         | Genewa                     | Ceglana       | Lu Yen-hsun       | Juan Sebastián Cabal Robert Farah            | 5:7, 6:4, 7–10             |
| Zwycięzca     | 7.  | 21 czerwca 2015      | Halle                      | Trawiasta     | Rajeev Ram        | Rohan Bopanna Florin Mergea                  | 7:6(5), 6:2                |
| Finalista     | 6.  | 4 października 2015  | Kuala Lumpur               | Twarda (hala) | Rajeev Ram        | Treat Huey Henri Kontinen                    | 6:7(4), 2:6                |
| Zwycięzca     | 8.  | 11 października 2015 | Tokio                      | Twarda        | Marcelo Melo      | Juan Sebastián Cabal Robert Farah            | 7:6(5), 3:6, 10–7          |
| Zwycięzca     | 9.  | 18 października 2015 | Szanghaj                   | Twarda        | Marcelo Melo      | Simone Bolelli Fabio Fognini                 | 6:3, 6:3                   |
| Finalista     | 7.  | 2 kwietnia 2016      | Miami                      | Twarda        | Rajeev Ram        | Pierre-Hugues Herbert Nicolas Mahut          | 7:5, 1:6, 7–10             |
| Finalista     | 8.  | 21 maja 2016         | Genewa                     | Ceglana       | Rajeev Ram        | Steve Johnson Sam Querrey                    | 4:6, 1:6                   |
| Finalista     | 9.  | 13 czerwca 2016      | ’s-Hertogenbosch           | Trawiasta     | Dominic Inglot    | Mate Pavić Michael Venus                     | 6:3, 3:6, 9–11             |
| Zwycięzca     | 10. | 19 czerwca 2016      | Halle                      | Trawiasta     | Rajeev Ram        | Łukasz Kubot Alexander Peya                  | 7:6(5), 6:2                |
| Zwycięzca     | 11. | 2 października 2016  | Chengdu                    | Twarda        | Rajeev Ram        | Pablo Carreño-Busta Mariusz Fyrstenberg      | 7:6(2), 7:5                |
| Finalista     | 10. | 9 października 2016  | Tokio                      | Twarda        | Rajeev Ram        | Marcel Granollers Marcin Matkowski           | 2:6, 6:7(4)                |
| Finalista     | 11. | 20 listopada 2016    | Londyn                     | Twarda (hala) | Rajeev Ram        | Henri Kontinen John Peers                    | 6:2, 1:6, 8–10             |
| Zwycięzca     | 12. | 26 lutego 2017       | Delray Beach               | Twarda        | Rajeev Ram        | Treat Huey Maks Mirny                        | 7:5, 7:5                   |
| Zwycięzca     | 13. | 18 marca 2017        | Indian Wells               | Twarda        | Rajeev Ram        | Łukasz Kubot Marcelo Melo                    | 6:7(1), 6:4, 10–8          |
| Finalista     | 12. | 18 czerwca 2017      | ’s-Hertogenbosch           | Trawiasta     | Rajeev Ram        | Łukasz Kubot Marcelo Melo                    | 3:6, 4:6                   |
| Zwycięzca     | 14. | 25 lutego 2018       | Marsylia                   | Twarda (hala) | Michael Venus     | Marcus Daniell Dominic Inglot                | 6:7(2), 6:3, 10–4          |
| Finalista     | 13. | 16 czerwca 2018      | Rosmalen                   | Trawiasta     | Michael Venus     | Dominic Inglot Franko Škugor                 | 6:7(3), 5:7                |
| Finalista     | 14. | 14 lipca 2018        | Wimbledon, Londyn          | Trawiasta     | Michael Venus     | Mike Bryan Jack Sock                         | 3:6, 7:6(7), 3:6, 7:5, 5:7 |
| Finalista     | 15. | 12 sierpnia 2018     | Toronto                    | Twarda        | Michael Venus     | Henri Kontinen John Peers                    | 2:6, 7:6(7), 6–10          |
| Finalista     | 16. | 7 października 2018  | Tokio                      | Twarda        | Michael Venus     | Ben McLachlan Jan-Lennard Struff             | 4:6, 5:7                   |
| Finalista     | 17. | 12 stycznia 2019     | Auckland                   | Twarda        | Michael Venus     | Ben McLachlan Jan-Lennard Struff             | 3:6, 4:6                   |
| Finalista     | 18. | 19 maja 2019         | Rzym                       | Ceglana       | Michael Venus     | Juan Sebastián Cabal Robert Farah            | 1:6, 3:6                   |
| Zwycięzca     | 15. | 23 czerwca 2019      | Halle                      | Trawiasta     | Michael Venus     | Łukasz Kubot Marcelo Melo                    | 4:6, 6:3, 10–4             |
| Zwycięzca     | 16. | 4 sierpnia 2019      | Waszyngton                 | Twarda        | Michael Venus     | Jean-Julien Rojer Horia Tecău                | 3:6, 6:3, 10–2             |
| Finalista     | 19. | 17 listopada 2019    | Londyn                     | Twarda (hala) | Michael Venus     | Pierre-Hugues Herbert Nicolas Mahut          | 3:6, 4:6                   |
| Finalista     | 20. | 29 lutego 2020       | Dubaj                      | Twarda        | Oliver Marach     | John Peers Michael Venus                     | 3:6, 2:6                   |
| Zwycięzca     | 17. | 25 października 2020 | Kolonia                    | Twarda (hala) | Ben McLachlan     | Kevin Krawietz Andreas Mies                  | 6:2, 6:4                   |
| Zwycięzca     | 18. | 8 sierpnia 2021      | Waszyngton                 | Twarda        | Ben McLachlan     | Neal Skupski Michael Venus                   | 7:6(4), 6:4                |
| Finalista     | 21. | 20 lutego 2022       | Marsylia                   | Twarda (hala) | Ben McLachlan     | Denys Mołczanow Andriej Rublow               | 6:4, 5:7, 7–10             |
| Finalista     | 22. | 17 lipca 2022        | Newport                    | Trawiasta     | Marcelo Melo      | William Blumberg Steve Johnson               | 4:6, 5:7                   |
| Finalista     | 23. | 6 sierpnia 2022      | Los Cabos                  | Twarda        | Marcelo Melo      | William Blumberg Miomir Kecmanović           | 0:6, 1:6                   |
| Zwycięzca     | 19. | 2 października 2022  | Seul                       | Twarda        | Nathaniel Lammons | Nicolás Barrientos Miguel Ángel Reyes-Varela | 6:1, 7:5                   |